# Kruis voor oud-gedemobiliseerden 1914-1918 van de Amsterdamse Vrijwillige Burgerwacht
Het Kruis voor oud-gedemobiliseerden 1914-1918 van de Amsterdamse Vrijwillige Burgerwacht is een particuliere onderscheiding. Nederland heeft de vele langdurig gemobiliseerde militairen in de jaren van de Eerste Wereldoorlog geen onderscheiding toegekend. Later, pas in 1924, mochten zij zelf een Mobilisatiekruis kopen.
Dit Kruis voor oud-gedemobiliseerden werd ingesteld in 1923 voor leden van de Amsterdamse Vrijwillige Burgerwacht, een paramilitaire organisatie uit de hoofdstad die gedurende de periode van 4 augustus 1914 tot 11 november 1918, de dag van de wapenstilstand tussen de Westelijke geallieerden en Duitsland, gemobiliseerd waren.

## Het versiersel
Het 36 millimeter brede bronzen kruis pattée heeft iets gebogen uiteinden. In het midden is een door een lauwerkrans omgeven rond medaillon met de afbeelding van een schildwacht en een Nederlands dorpje afgebeeld. Op de verticale en onderste armen van het kruis is de tekst "DRAAGT  ELKANDERS  LASTEN" te lezen. De bovenste verticale arm is vlak. De achterzijde is niet bewerkt.
Men droeg het kruis op de linkerborst aan een 27 millimeter breed lichtblauw lint met oranje-witte banden. Alle kruisen dragen op het lint een grote bronzen gesp met de data van de mobilisatie. Men droeg altijd maar een van deze gespen, degene met het juiste jaartal. Men droeg de onderscheiding op avondkleding en rokkostuum ook als miniatuur. Deze in 1925 gefabriceerde miniaturen zijn half zo groot als het modelversiersel.
Het Ministerie van Oorlog heeft deze medaille nooit erkend. Ze mocht dan ook niet op militaire uniformen worden gedragen. Er zijn dan ook geen batons bekend. Er is evenmin een knoopsgatversiering of "lintje" voor op de revers.

## De gespen
Op de gesp voor diegenen die de gehele oorlog gemobiliseerd waren staat de tekst  "TER VERDEDIGING VAN DE VOLKSVRIJHEID 1914-1918" te lezen. In dat geval werd boven de gesp nog een kleine bronzen Rudolfinische keizerskroon zoals de stad Amsterdam die in het wapen voert, aangebracht.
In alle andere gevallen luidde de tekst:
- TER VERDEDIGING VAN DE VOLKSVRIJHEID 1914-1915
- TER VERDEDIGING VAN DE VOLKSVRIJHEID 1914-1916
- TER VERDEDIGING VAN DE VOLKSVRIJHEID 1914-1917
- TER VERDEDIGING VAN DE VOLKSVRIJHEID 1914-1918
- TER VERDEDIGING VAN DE VOLKSVRIJHEID 1915-1916
- TER VERDEDIGING VAN DE VOLKSVRIJHEID 1915-1917
- TER VERDEDIGING VAN DE VOLKSVRIJHEID 1915-1918
- TER VERDEDIGING VAN DE VOLKSVRIJHEID 1916-1917
- TER VERDEDIGING VAN DE VOLKSVRIJHEID 1916-1918
- TER VERDEDIGING VAN DE VOLKSVRIJHEID 1917-1918

## De onderscheidingen van de Amsterdamse Vrijwillige Burgerwacht
Amsterdam heeft zijn vrijwillige burgerwachten vak onderscheiden. De hoofdstad was politiek onrustig en de burgerwacht ondersteunde het stadsbestuur,
Er waren, behalve de kruisen en medailles van de in 1907 opgeheven Schutterij, de volgende decoraties beschikbaar:
- De Eremedaille van de Amsterdamse Vrijwillige Burgerwacht 1918
- Het Kruis voor oud-gedemobiliseerden 1914-1918 van de Amsterdamsche Vrijwillige Burgerwacht 1923
- De Broederschapsorde der Vrijwillige Burgerwachten 1930
- De Draagpenning 24-uurs afstandritten der Amsterdamsche Vrijwillige Burgerwacht 1932
- Het Herinneringskruis 1938 van de Amsterdamse Vrijwillige Burgerwacht 1938

De Nederlandse Bond van Vrijwillige Burgerwachten waarvan ook Amsterdam lange tijd deel uitmaakte had eigen onderscheidingen zoals het Kruis voor Koningschutter van de Nederlandse Bond van Vrijwillige Burgerwachten waarvoor de Amsterdammers ook in aanmerking kwamen.